# Taekwondo nos Jogos Pan-Americanos de 2023 - Qualificação
Abaixo está o sistema de qualificação e os comitês olímpicos nacionais qualificados ao Taekwondo nos Jogos Pan-Americanos de 2023, programado para ser realizado no Centro de Esportes de Contato de 21 a 24 de outubro de 2023.

## Linha do tempo
| Eventos                                               | Data                      | Local          |
| ----------------------------------------------------- | ------------------------- | -------------- |
| Jogos Pan-Americanos Júnior de 2021                   | 26–27 de novembro de 2021 | Cali           |
| Torneio de Classificação para os Jogos Pan-Americanos | 22–23 março de 2023       | Rio de Janeiro |

## Sistema de classificação
Um total de 136 atletas de taekwondo se classificarão para competir nos jogos. Cada nação pode inscrever no máximo 10 atletas (oito em Kyorugi e dois em Poomsae). O país anfitrião, Chile, classificou automaticamente o número máximo de atletas (10) e participa em cada evento. Haverá oito convites distribuídos no Kyorugi e dois no Poomsae. As vagas serão alocadas em um torneio classificatório realizado no Rio de Janeiro em março de 2023.

## Sumário de classificação
| CON                      | Masculino | Masculino | Masculino | Masculino | Masculino | Feminino | Feminino | Feminino | Feminino | Feminino | Misto  | Total |
| CON                      | 58 kg     | 68 kg     | 80 kg     | +80 kg    | PO I.     | 49 kg    | 57 kg    | 67 kg    | +67 kg   | PO I.    | PO DM. | Total |
| ------------------------ | --------- | --------- | --------- | --------- | --------- | -------- | -------- | -------- | -------- | -------- | ------ | ----- |
| ARG Argentina            | X         | X         | X         | X         |           | X        | X        |          |          |          |        | 6     |
| BOL Bolívia              |           |           |           |           |           | X        | X        |          |          |          |        | 2     |
| BRA Brasil               | X         | X         | X         | X         |           |          | XX       | X        | X        |          |        | 8     |
| CAN Canadá               | X         | X         | X         | X         | X         | X        | X        | X        |          | X        | X      | 9     |
| CHI Chile                | X         | X         | X         | X         | X         | X        | X        | X        | X        | X        | X      | 10    |
| COL Colômbia             | XX        | X         | X         | X         |           | X        |          | X        | X        |          |        | 8     |
| CRC Costa Rica           |           |           | X         |           |           | X        | X        |          |          |          |        | 3     |
| CUB Cuba                 |           | X         | X         | X         | X         | X        |          | X        | X        | X        | X      | 8     |
| ESA El Salvador          |           |           |           |           |           |          | X        |          |          |          |        | 1     |
| ECU Equador              | X         | X         |           | X         | X         |          | X        | X        | X        | X        | X      | 8     |
| USA Estados Unidos       | X         | X         | XX        | XX        | X         | X        | X        | X        | XX       | X        | X      | 13    |
| GUA Guatemala            | X         | X         |           |           | X         |          |          |          |          | X        | X      | 4     |
| GUY Guiana               |           |           |           |           |           | X        |          |          |          |          |        | 1     |
| HAI Haiti                |           |           |           |           |           |          |          | X        | X        |          |        | 2     |
| HON Honduras             |           |           |           | X         |           |          |          |          |          |          |        | 1     |
| JAM Jamaica              |           |           | X         |           |           |          |          |          |          |          |        | 1     |
| MEX México               | X         | XX        | X         | X         | X         | XX       | X        | XX       | X        | X        | X      | 13    |
| NCA Nicarágua            |           |           | X         |           | X         |          |          |          |          | X        | X      | 3     |
| PAN Panamá               |           |           |           |           |           |          | X        |          |          |          |        | 1     |
| PER Peru                 | X         |           |           |           |           | X        | X        | X        |          |          |        | 4     |
| PUR Porto Rico           | X         | X         | X         |           | X         | X        |          | X        | X        | X        | X      | 8     |
| DOM República Dominicana | X         | X         | X         |           |           |          |          | X        | X        |          |        | 5     |
| URU Uruguai              |           | X         |           |           |           |          |          |          |          |          |        | 1     |
| VEN Venezuela            | X         |           |           | X         |           | X        | X        | X        | X        |          |        | 6     |
| Total: 24 CONs           | 14        | 14        | 14        | 12        | 10        | 14       | 14       | 14       | 12       | 10       | 10     | 136   |

## Kyorugi

### 58 kg masculino
| Competição                                            | Vagas | Classificados |
| ----------------------------------------------------- | ----- | --- |
| País-sede                                             | 1     | CHI Chile |
| Jogos Pan-Americanos Júnior                           | 1     | Jhon Deivi Reyes (COL) |
| Torneio de Classificação para os Jogos Pan-Americanos | 12    | ARG Argentina BRA Brasil CAN Canadá COL Colômbia DOM República Dominicana ECU Equador GUA Guatemala MEX México PER Peru PUR Porto Rico USA Estados Unidos VEN Venezuela |
| TOTAL                                                 | 14    | |

### 68 kg masculino
| Competição                                            | Vagas | Classificados |
| ----------------------------------------------------- | ----- | --- |
| País-sede                                             | 1     | CHI Chile |
| Jogos Pan-Americanos Júnior                           | 1     | Uriel Ballesteros (MEX) |
| Torneio de Classificação para os Jogos Pan-Americanos | 12    | ARG Argentina BRA Brasil CAN Canadá COL Colômbia CUB Cuba DOM República Dominicana ECU Equador GUA Guatemala MEX México PUR Porto Rico USA Estados Unidos URU Uruguai |
| TOTAL                                                 | 14    | |

### 80 kg masculino
| Competição                                            | Vagas | Classificados |
| ----------------------------------------------------- | ----- | --- |
| País-sede                                             | 1     | CHI Chile |
| Jogos Pan-Americanos Júnior                           | 1     | Carl Nickolas Jr (USA) |
| Torneio de Classificação para os Jogos Pan-Americanos | 12    | ARG Argentina BRA Brasil CAN Canadá COL Colômbia CRC Costa Rica CUB Cuba DOM República Dominicana JAM Jamaica MEX México NCA Nicarágua PUR Porto Rico USA Estados Unidos |
| TOTAL                                                 | 14    | |

### +80 kg masculino
| Competição                                            | Vagas | Classificados |
| ----------------------------------------------------- | ----- | --- |
| País-sede                                             | 1     | CHI Chile |
| Jogos Pan-Americanos Júnior                           | 1     | Dallas Parker (USA) |
| Torneio de Classificação para os Jogos Pan-Americanos | 10    | ARG Argentina BRA Brasil CAN Canadá COL Colômbia CUB Cuba ECU Equador HON Honduras MEX México USA Estados Unidos VEN Venezuela |
| TOTAL                                                 | 12    | |

### 49 kg feminino
| Competição                                            | Vagas | Classificados |
| ----------------------------------------------------- | ----- | --- |
| País-sede                                             | 1     | CHI Chile |
| Jogos Pan-Americanos Júnior                           | 1     | Angie Venegas Rodríguez (MEX) |
| Torneio de Classificação para os Jogos Pan-Americanos | 12    | ARG Argentina BOL Bolívia CAN Canadá COL Colômbia CRC Costa Rica CUB Cuba GUY Guiana MEX México PER Peru PUR Porto Rico USA Estados Unidos VEN Venezuela |
| TOTAL                                                 | 14    | |

### 57 kg feminino
| Competição                                            | Vagas | Classificados |
| ----------------------------------------------------- | ----- | --- |
| País-sede                                             | 1     | CHI Chile |
| Jogos Pan-Americanos Júnior                           | 1     | Sandy Macedo (BRA) |
| Torneio de Classificação para os Jogos Pan-Americanos | 12    | ARG Argentina BOL Bolívia BRA Brasil CAN Canadá CRC Costa Rica ECU Equador ESA El Salvador MEX México PAN Panamá PER Peru USA Estados Unidos VEN Venezuela |
| TOTAL                                                 | 14    | |

### 67 kg feminino
| Competição                                            | Vagas | Classificados |
| ----------------------------------------------------- | ----- | --- |
| País-sede                                             | 1     | CHI Chile |
| Jogos Pan-Americanos Júnior                           | 1     | Leslie Soltero García (MEX) |
| Torneio de Classificação para os Jogos Pan-Americanos | 12    | BRA Brasil CAN Canadá COL Colômbia CUB Cuba DOM República Dominicana ECU Equador HAI Haiti MEX México PER Peru PUR Porto Rico USA Estados Unidos VEN Venezuela |
| TOTAL                                                 | 14    | |

### +67 kg feminino
| Competição                                            | Vagas | Classificados |
| ----------------------------------------------------- | ----- | --- |
| País-sede                                             | 1     | CHI Chile |
| Jogos Pan-Americanos Júnior                           | 1     | Alena Viana (USA) |
| Torneio de Classificação para os Jogos Pan-Americanos | 10    | BRA Brasil COL Colômbia CUB Cuba DOM República Dominicana ECU Equador HAI Haiti MEX México PUR Porto Rico USA Estados Unidos VEN Venezuela |
| TOTAL                                                 | 12    | |

## Poomsae
| Competição                                            | Atletas por CON | Vagas | Classificados                                                                                            |
| ----------------------------------------------------- | --------------- | ----- | --- |
| País-sede                                             | 2               | 2     | CHI Chile                                                                                                |
| Torneio de Classificação para os Jogos Pan-Americanos | 2               | 16    | MEX México CAN Canadá CUB Cuba ECU Equador USA Estados Unidos NCA Nicarágua PUR Porto Rico GUA Guatemala |
| Convite                                               | 2               | 2     | |
| TOTAL                                                 |                 | 20    | |